# Węzeł potrójny Afar

Płyty tektoniczne

Węzeł potrójny Afar to węzeł potrójny, znajdujący się w północno-wschodniej Afryce, będący strefą połączenia  Ryftu Morza Czerwonego, Ryftu Wschodnioafrykańskiego i Grzbietu Adeńskiego.
Stanowi granicę pomiędzy płytą arabską, a tworzącymi się z płyty afrykańskiej płytami nubijską i somalijską.